# Krzysztof Karman
Krzysztof Jerzy Karman (ur. 24 maja 1956 w Lublinie) – polski prawnik, dziennikarz radiowy i telewizyjny, prezenter, lektor.

## Życiorys
Ukończył studia na Wydziale Prawa i Administracji Uniwersytetu Marii Curie-Skłodowskiej w Lublinie. Pracę jako dziennikarz rozpoczął w Akademickim Radiu Centrum w Lublinie. Od 1979 roku pracował w Rozgłośni Polskiego Radia w Lublinie. Redagował min. audycje młodzieżowe i magazyny poranne. Współtworzył regionalną telewizję w Lublinie – był prezenterem pierwszego wydania „Panoramy Lubelskiej” w 1985 roku. W lubelskim ośrodku Telewizji Polskiej był dziennikarzem, wydawcą, szefem zespołów informacji i publicystyki, a także zastępcą redaktora naczelnego (1991–1992). Od 1994 roku, przez 17 lat, był autorem i prezenterem magazynu publicystycznego „Tydzień” emitowanego w Programie 1 TVP. W 2001 roku został zatrudniony w Warszawie na stanowisku kierownika Redakcji Audycji Rolnych TVP1.
W 2006 roku został powołany na stanowisko dyrektora oddziału TVP S.A w Lublinie, ale złożył rezygnacje z tego stanowiska, pełniąc w dalszym ciągu funkcję kierownika w warszawskiej redakcji. Do Lublina powrócił 1 kwietnia 2010 roku – został powołany na stanowisko zastępcy dyrektora. W latach 2012–2016 był członkiem rady programowej Polskiego Radia Lublin, natomiast od kwietnia 2014 do 2016 roku zasiadał w radzie nadzorczej tej rozgłośni. Od 2013 do 2016 roku był autorem magazynu samorządowego „Polska Samorządna” emitowanego na antenie ogólnopolskiej TVP3. Po likwidacji stanowiska zastępcy dyrektora, w latach 2011-2016 był kierownikiem zespołu audycji informacyjnych TVP3 Lublin.
Krzysztof Karman był organizatorem i inicjatorem dziesięciu edycji ogólnopolskiego konkursu „Wójt roku”. Od 2002 roku prowadził transmisje z „Dożynek Prezydenckich” w Spale.

## Nagrody
- Czterokrotnie uhonorowany przez Stowarzyszenie Eksporterów Polskich tytułem „Wybitnego dziennikarza roku”[5]
- Program „Polska Samorządna” pod redakcją Krzysztofa Karmana zdobył w 2014 roku pierwszą nagrodę w kategorii program publicystyczny na 21. Przeglądzie i Konkursie (PiK) Dziennikarskim Oddziałów Terenowych TVP[6]

## Odznaczenia
- Złoty Krzyż Zasługi[7]
- Brązowy Krzyż Zasługi[8]